# Liste du patrimoine culturel immatériel de l'humanité en Albanie
Cet article recense les pratiques inscrites au patrimoine culturel immatériel en Albanie.

## Statistiques
L'Albanie a ratifié la convention pour la sauvegarde du patrimoine culturel immatériel le 4 avril 2006. La première pratique protégée est inscrite en 2008.
En 2024, l'Albanie compte 4 élément inscrit au patrimoine culturel immatériel, 3 sur la liste représentative et un sur la nécessitant une sauvegarde urgente.

## Listes

### Liste représentative
Les éléments suivants sont inscrits sur la liste représentative du patrimoine culturel immatériel de l'humanité :
| Élément                                              | Type                                                                | Subdivision | Année | Lien  | Notes | Illus. |
| ---------------------------------------------------- | ------------------------------------------------------------------- | ----------- | ----- | ----- | --- | ------ |
| L'iso-polyphonie albanaise                           | arts du spectacle                                                   |             | 2008  | 00155 | |        |
| La Transhumance, déplacement saisonnier de troupeaux | connaissances et pratiques concernant la nature et l'univers        |             | 2023  | 01964 | Initialement partagé, en 2019, entre l'Autriche, la Grèce et l'Italie Étendu en 2023 à l'Albanie, Andorre, la Croatie, l'Espagne, la France, le Luxembourg et la Roumanie |        |
| La pratique de la danse k'cimi de Tropojë (en)       | arts du spectacle pratiques sociales, rituels et événements festifs | Tropojë     | 2024  | 01881 | |        |

### Patrimoine immatériel nécessitant une sauvegarde urgente
L'Albanie compte un élément listé sur la liste du patrimoine immatériel nécessitant une sauvegarde urgente :
| Élément                                                      | Type                                         | Subdivision    | Année | Lien  | Notes | Illus. |
| ------------------------------------------------------------ | -------------------------------------------- | -------------- | ----- | ----- | ----- | ------ |
| La xhubleta, savoir-faire, artisanat et formes d’utilisation | savoir-faire liés à l'artisanat traditionnel | Kukës, Shkodër | 2022  | 01880 |       |        |

### Registre des meilleures pratiques de sauvegarde
L'Albanie ne compte aucune pratique listée au registre des meilleures pratiques de sauvegarde.